# Prezident Pákistánu

Vlajka pákistánského prezidenta

Prezident Pákistánu je hlava státu Islámské republiky Pákistán. Pákistán má parlamentní formu vlády. Podle pákistánské ústavy je prezident vybírán volebním kolegiem na pětileté období. Kolegium tvoří senát, národní a provinční shromáždění. Prezident může být znovu zvolen, avšak prezidentskou funkci smí vykonávat nejvýše ve dvou po sobě jdoucích obdobích. Může být odvolán, pro jeho odvolání však musí hlasovat alespoň dvě třetiny členů parlamentu. Prezident předsedá Národnímu bezpečnostnímu shromáždění a jmenuje vedoucího představitele pákistánského letectva, námořnictva a armády.
První pákistánským prezidentem se stal 23. března 1956 Iskandar Mírza.

## Seznam prezidentů
| Jméno                              | Nástup do funkce   | Konec funkce       | Životní data                            | Politická příslušnost                                     |
| ---------------------------------- | ------------------ | ------------------ | --------------------------------------- | --------------------------------------------------------- |
| Iskandar Mírza                     | 23. března 1956    | 27. října 1958     | 13. listopadu 1889 – 12. listopadu 1969 | Republikánská strana                                      |
| Muhammad Ajjúb Chán                | 27. října 1958     | 25. března 1969    | 14. května 1907 – 19. dubna 1974        | Pákistánské ozbrojené síly                                |
| Jáhja Chán                         | 25. března 1969    | 20. prosince 1971  | 4. února 1917 – 10. srpna 1980          | Pákistánské ozbrojené síly                                |
| Zulfikár Alí Bhutto                | 20. prosince 1971  | 13. srpna 1973     | 5. ledna 1928 – 4. dubna 1979           | Pákistánská lidová strana                                 |
| Fazl Iláhí Čaudhurí                | 13. srpna 1973     | 16. září 1978      | 1. ledna 1904 – 2. června 1982          | Pákistánská lidová strana                                 |
| Muhammad Zijául Hak                | 16. září 1978      | 17. srpna 1988     | 12. srpna 1924 – 17. srpna 1988         | Pákistánské ozbrojené síly                                |
| Ghulám Ishák Chán                  | 17. srpna 1988     | 18. července 1993  | 20. ledna 1915 – 27. října 2006         | nezávislý                                                 |
| Vasim Sajjád (zastupující)         | 18. července 1993  | 14. listopadu 1993 | * 30. března 1941                       | Pákistánská muslimská liga (N)                            |
| Farúk Ahmad Legharí                | 14. listopadu 1993 | 2. prosince 1997   | * 29. května 1940 – 20. října 2010      | Pákistánská lidová strana                                 |
| Vasim Sajjád (zastupující)         | 2. prosince 1997   | 1. ledna 1998      | * 30. března 1941                       | Pákistánská muslimská liga (N)                            |
| Muhammad Rafík Tarar               | 1. ledna 1998      | 20. června 2001    | * 2. listopadu 1929                     | Pákistánská muslimská liga (N)                            |
| Parvíz Mušaraf                     | 20. června 2001    | 18. srpna 2008     | * 11. srpna 1943 - 5. února 2023        | Pákistánské ozbrojené síly/Pákistánská muslimská liga (Q) |
| Muhammad Mian Soomro (zastupující) | 18. srpna 2008     | 9. září 2008       | * 19. srpna 1950                        | Pákistánská muslimská liga (Q)                            |
| Ásif Alí Zardárí                   | 9. září 2008       | 8. září 2013       | * 26. července 1955                     | Pákistánská lidová strana                                 |
| Mamnún Husajn                      | 9. září 2013       | 9. září 2018       | * 23. prosince 1940 – 14. července 2021 | Pákistánská muslimská liga (N)                            |
| Árif Alví                          | 9. září 2018       | 10. března 2024    | * 29. srpna 1949                        | Pákistánské hnutí za spravedlnost                         |
| Ásif Alí Zardárí                   | 10. března 2024    |                    | * 26. července 1955                     | Pákistánská lidová strana                                 |